# Rousserolle verderolle
Acrocephalus palustris
Espèce
Statut de conservation UICN

 LC  : Préoccupation mineure
La Rousserolle verderolle (Acrocephalus palustris) est une espèce de fauvettes des marais.

## Identification
C'est un passereau de petite taille de 12 à 13 cm de longueur avec une envergure de 19 cm et une masse comprise entre 11 et 15 g.
Elle ressemble énormément à la rousserolle effarvatte dont elle se distingue surtout par son chant et par les milieux occupés.
Elle a le dos uni brun tendant vers le vert olive et le dessous blanc cassé brun. Elle n'a pas de sourcils. La tête est pointue, le bec fin et allongé.

## Comportement

### Régime alimentaire
Elle se nourrit principalement d'insectes mais aussi d'araignées.

### Chant

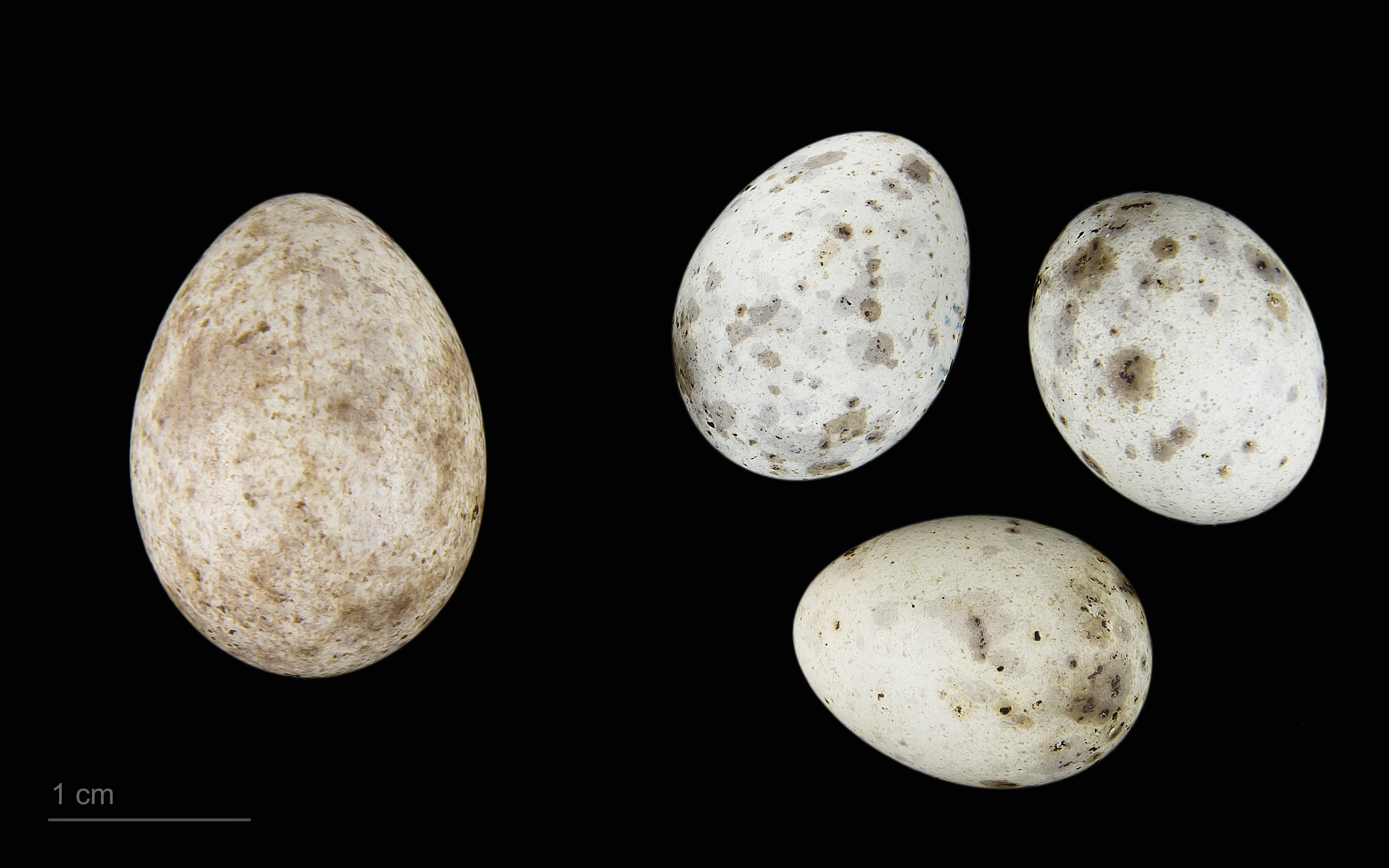
Œuf de Cuculus canorus canorus dans un nid de Acrocephalus palustris - Muséum de Toulouse

Cet oiseau imite jusqu'à 212 chants d'autres espèces d'oiseaux qu'il insère dans son propre chant. Des imitations d'oiseaux non européens rencontrés lors des migrations ou en hivernage font partie de son exceptionnel répertoire.

### Reproduction
La femelle pond une couvée par an, de 4 à 5 œufs. Le nid est caché dans les herbes. Il est fait d'herbes sèches et de racines.

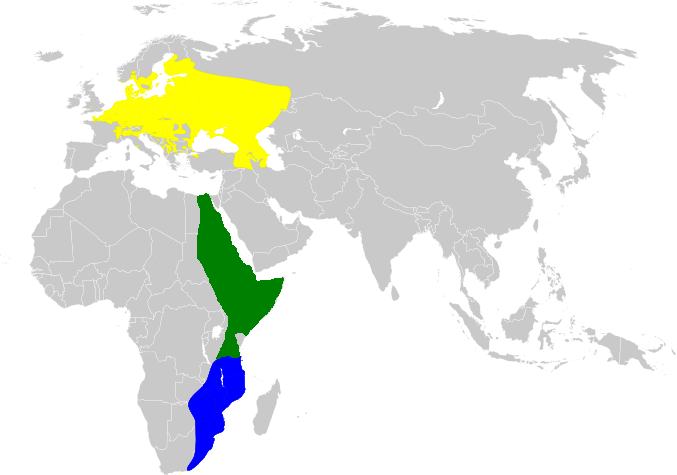
zone de nidification
voie migratoire
aire d'hivernage

## Aire de répartition
Cet oiseau se reproduit en Europe occidentale (France, Belgique...), centrale, orientale et dans l'ouest de l'Asie. Ce migrateur séjourne en Afrique centrale et australe à partir de la fin de l'été pour revenir en Europe en avril-mai. Contrairement à la plupart des migrateurs de l'Europe centrale, il utilise essentiellement le chemin migratoire oriental, traversant le Bosphore, Israël et l'Égypte. Cela lui évite de franchir le Sahara.

### Habitat
La rousserolle verderolle fréquente les massifs d'orties, les fourrés marécageux et les bosquets au bord de l'eau.

## Sous-espèces
Cet oiseau est représenté par 3 sous-espèces :
- Acrocephalus palustris palustris ;
- Acrocephalus palustris laricus ;
- Acrocephalus palustris turcomana.